# Lo sabe, no lo sabe (Ecuador)
Lo sabe, no lo sabe es un concurso de televisión ecuatoriano producido y emitido por Teleamazonas desde el 3 de junio de 2013. Este programa es conducido por Andrés Guschmer. 

## Mecánica
El conductor, Andrés Guschmer, elegirá concursantes al azar, para participar y ganar un máximo de 500 dólares. La originalidad del concurso consiste en que esta persona no tendrá que responder a las preguntas sino que tiene que elegir a gente que conteste por él, podrá seleccionar entre los transeúntes a una persona, quien será la que conteste a las preguntas planteadas.
Para cada participación Andrés Gushmer explica al concursante si la persona que elija debe acertar, lo sabe, o fallar, no lo sabe, para seguir jugando, sin que ésta lo sepa.
En algunos casos tendrá que buscar a alguien que acierte la respuesta y en otros a personas que no la sepan. En el caso de no lograr el objetivo, el concursante dispone de una única llamada de emergencia para pedir ayuda a un amigo, ésta es seleccionada de la agenda telefónica del concursante. Si la respuesta no es correcta, el concursante queda eliminado automáticamente

## Curiosidades
Al principio el programa iba a ser conducido por el periodista Fausto Valdiviezo, marcando su regreso a la televisión. Sin embargo, Valdiviezo fue asesinado la noche del 13 de abril de 2013, dejando inconclusa su participación en el programa.